# Систематизация на нормативните актове
Систематизацията на нормативната уредба и нормативните актове е дейността по вътрешна и външна подредба на регламентите.
Нормативната урадба на дадена страна, общност или съюз включва огромен обем нормативни актове, и се организира в система на правото, имаща своя специфична структура.
Систематизацията на нормативната уредба и нормативните актове се извършва посредством три правно-технически способа в зависимост от потребността, целта и задачата която си е поставил законодателя:
1. инкорпорация (присъединяване)
2. консолидация (обединяване) и
3. кодификация на правото.

С присъединяването на България към Европейския съюз от 1 януари 2007 г., вътрешното право на страната се инкорпорира към правото на Европейския съюз, което инкорпориране бе предшествано от дългогодишен процес на транспониране на правото на ЕС във вътрешното право, предвид предварителното му синхронизиране с това на ЕС, с цел по-лесно правоприлагане от органите на власт в страната.
|  | Тази страница частично или изцяло представлява превод на страницата „Систематизация нормативных актов“ в Уикипедия на руски. Оригиналният текст, както и този превод, са защитени от Лиценза „Криейтив Комънс – Признание – Споделяне на споделеното“, а за съдържание, създадено преди юни 2009 година – от Лиценза за свободна документация на ГНУ. Прегледайте историята на редакциите на оригиналната страница, както и на преводната страница, за да видите списъка на съавторите. ВАЖНО: Този шаблон се отнася единствено до авторските права върху съдържанието на статията. Добавянето му не отменя изискването да се посочват конкретни източници на твърденията, които да бъдат благонадеждни. |